# Луры
Лу́ры (сев. лур. لر, лат.: Łôran) — иранский народ в Западной Азии, бывший субэтнос курдов, которые в результате  ассимиляции с персами, утратили свою курдскую идентичность и потеряли свой родной курдский, перейдя на среднеперсидский язык, став отдельной этнической общностью. Представители луров проживают в горах Загроса на юго-западе Ирана. Численность варьируется от 4 до 6,5 миллионов человек, расселенных преимущественно в нескольких останах: Лурестан, Хузестан, Чехармехаль и Бахтиария, Кохгилуйе и Бойерахмеде, Фарс и Илам.

## Расселение
Луры живут племенами и родоплеменными структурами в провинциях и городах. К местам проживания лурского населения относятся Лурестан, Хузестан, Илам, Керманшах, Казвин, Кум, Тегеран, Маркази, Хамадан и Бушехр. В прошлом лурские племена и родоплеменные союзы совершали кочевья в качестве одной крупной социально-политической единицы. С эпохи правления Каджаров, иранским правительством проводилась политика закрепления кочевников «на местах», или же перемещения их по территории государства. Так, племена луров, подобно другим кочевым племенам, были подвергнуты переселению. Ага Мохаммед Шах Каджар переселил зендийских луров, проживавших прежде на территории Лурестана, на земли близ Кума. Современные лурские племена являются тем, что осталось от когда-то крупных племенных объединений, утративших со временем особенности политического, социального и экономического строя. Перечень наиболее крупных лурских племен, закрепившихся на территориях бывших летних и зимних стоянок состоит из следующих племен: бахтияр, буйерахмадцев, бахмаев, биравандов, мамасанийцев, тайебийцев, хаснавандов. Каждая из фратрий, в свою очередь, делится на ответвления и более мелкие структуры.
В некоторых источниках указывается, что они также проживают небольшими группами в Ираке и Кувейте. Но это не так. Там живут племена курдские файл и калхор, которые являются этническими курдами и говорят на диалектах курдского языка. Также, иногда к лурам относят курдское племя лак, но с ними такая же ситуация как с калхор и файл (они считают себя курдами и говорят на курдском).
Провинция (остан) Лурестан приблизительно соответствует Малому Луристану («Lor-e-kuchik»), представляющему собой главный ареал лурского племени, и является ядром Большого Луристана («Lor-e-Bozorg»). Административный центр — город Хорремабад.

### Численность
Точных цифр, отражающих количество представителей лурского народа, за последние годы не предоставлялось.
Однако согласно переписи населения, проведенной в 1996 году, население лурских племен оценивается в 63 475 семей, что соответствует 428 580 луров-кочевников.
По лингвистическому опросу 2011 года, численность луров составила 5 629 209 человек, по населению останов на 2016 год.

## История
Люди стали осваивать землю Лурестана более 4000 лет тому назад. Эламиты жили на территории Лурестана, Западного Ирана (Пошткуха), Хузестана, Бактрии, Кохгилуйе, Бойерахмада и современного Фарса в 3 тысячелении - VI в. до н.э. Племенной союз эламского правительства располагался в районах Масабатис, Симаш, Суз, Аншана, Сорбиана, которые сегодня носят название Пошткуха (Илама), Хузестана и Лурестана. Мидийцы и персы появились на территории Лурестана в 800—700 гг. до н.э, установив в 500-х г. до н.э. на землях Парсомаша (Бактрии) правление Ахеменидов.
Во времена парфянского господства территория была разделена на несколько провинций-сатрапий, в числе которых были Пошткух и Пишкух-е Лурестан. Во времена Сасанидов эти сатрапии стали называться «костаками». Существовали костаки Азербайджан, Нимруз и Хобаран. Луры в этот период времени проживали в костаке Азербайджан и Нимруз. В исламский период места расселения луров оказались под властью арабских правителей. Луры встретили правление с большим недовольством, поднимая восстания.
Курдская династия Хаснавие правила на территории Лур с 348 года по солнечной хиджре. Правление этой династии закончилось с приходом сельджукидов. Только в 570 году по солнечной хиджре власть над Малым Луром перешла к Мохаммаду Хоршиди, являющемуся курдом-луром по происхождению.
До 1006 года по солнечной хиджре данные территории играли важную военно-стратегическую роль. Территориально земли Малого Лура ограничивались Хоррамабадом, Хаве и Алшатаром. Шах Аббас свергнул лурскую династию с престола, заменив её представителей наместниками, которые правили с 1006 по 1348 год по солнечной хиджре.
После освобождения страны от арабских завоевателей, начиная с 1155 года, в Луристане правила самостоятельная династия Хуршиди, которой правили курды-луры, представители династии носили титул атабегов. Последним атабегом был Шах-Верди-хан, низложенный шахом Аббасом I в начале XVII века. В 1740-х годах лурскую нацию возглавил смелый и решительный Керим-хан. После гибели Надир-шаха (1747 год) Керим-хан пытался установить контроль над всем Ираном. В союзе с бахтиярским ильханом Али-Марданом Бахтияри он в 1750 году взял Исфахан.
К настоящему времени большинство луров отошло от кочевого образа жизни. Некоторые луры активно поддержали Исламскую революцию, один из них — Мухаммад Боруджерди.

## Наименование территории расселения луров
В IX—X веках земли, на которой проживало лурское население были разделены на две части: Большой Лур и Малый Лур. Малый Лур состоял из провинции Луристан и Илам. Большой Лур включал в себя часть земель Хамадана, Бактрии, Кохгилуйе и Бойерахмада. В сефевидскую эпоху Малый Лур был переименован в Лурестан, включавший в себя Пошткух и Пишкух.
В эпоху правления Реза-шаха Пехлеви границы территории Лурестана претерпели изменения, включая в себя земли только Пишкуха, Пошткух же выделился в отдельную провинцию — Илам.
Большой Лур в 550 году по солнечной хиджре стал управляться Абу Дахир бин Али бин Мухаммедом из курдского племени. Его государство получило название «Фазлавия». К 821 году по солнечной хиджре было присоединено большое количество земель: Бахтиарские земли, Кохгилуйе, Голпаигах. В сефевидскую эпоху Большой Лур был разделен на территории бахтиаров. А также Кохгилуйе и Мамасани. При Каджарах к бахтиарским землям добавились Чахармахал и Шуштар.
При Реза-шахе Пехлеви верхушка племенной знати была казнена, что существенно ослабило бахтиярских вождей. Вновь произошедший передел границ существенно уменьшил территории Большого Лура. Оставшиеся после отсечения территории были объявлены в 1352 году по солнечной хиджре останом «Чахармехаль и Бахтрия».
В сасанидскую эпоху земля Кохгилуйе носила название «Кобадхоре». Во времена нашествия арабов территории были переименованы и получили название «Арджан». Только в сефевидскую эпоху название «Кохгилуйе» начинает фигурировать как территория, отделенная от Фарса. В каджарскую эпоху вновь произошло слияние этих двух областей. В 1356 году по солнечной хиджре был основан новый остан — Кохгилуйе и Бойерахмад.

## Происхождение
Происхождение луров доподлинно неизвестно. Полагают, что луры сложились в результате смешения древнего эламитского населения и пришлых племён южно-иранской ветви. Некоторые производят их от племени лулу, жившего в Древней Месопотамии. Возможно также, что они являются субэтносом курдов. Такого мнения придерживались В. П. Никитин, Т. Ф. Аристова, Майкл Гюнтер и ряд других этнографов.
Некоторые считают, что название этой этнической группы восходит к имени собственному одного из правителей народа. Местом расселения этого народа является пустыня близ Дизфуля с омонимичным названием, которое и послужило тому, как стали называть представителей этих племен. Другие считают, что слово «лур» — видоизмененное название города «Лир», «Лер», являвшегося частью Гондишапура. Также «лиром» или «лером» назывались места, где произрастало большое количество деревьев и зелени, куда заселились луры.
Исследователи считают, что лурский народ имеет иранское происхождение. Более того, некоторые из них обращают внимание на то, что в части исторических текстов, относящихся к первым векам распространения ислама на территории Ирана, слово «лур» заменено названием «курд»/«корд» или множественным от него «акрад». Этот факт даёт исследователям повод утверждать, что первоначально луры были курдами. Впрочем, существует и другая версия их происхождения, утверждающая, что лурские народы являются этническими арабами. Подтверждение этому историки видят в текстах, относящихся к миграции арабского населения (агилов и хашимитов) во времена появления ислама, а также в ряде устных преданий таких лурских племен, как бави-кохгилуйи и рода, ведущего своё происхождение от араба Алибека Бахтиари. И племя, и народ считают себя арабами по происхождению.

## Язык
Язык луров является одним из языков индоиранской языковой группы. Он является прямым потомком среднеперсидского языка.
Некоторые из лингвистов, говоря о лурском и бахтиярском языках, выделяют их в качестве иранских юго-западных диалектов.
Ряд лингвистов, таких как, например, Текстон, считает, что лурский язык появился на 1000 лет раньше, чем персидский. Историки восьмого века, среди которых особенно выделялся Хамдолла Мостоуфи, говорили о том, что в лурском языке не было 10 букв: «ح، خ، ش، ص، ض، ط، ظ، ع، غ، ق».
Некоторые ученые выделяют 2 основных лурских диалекта, которые в свою очередь, также делятся на более локальные наречья. К первому диалекту «лур-е бозорг» относятся мамасани, кохгилуйи, бахтиари. Второй же «лур-е кучек» делится на хоррамабалский, луристанский и олигударзийский диалект.
Большинство говорит на языке «лори» (близком к фарси), иногда именуемом лурско-бахтиярским языком и принадлежащем к западноиранской подгруппе иранской группы индоевропейской семьи языков. Многие также владеют персидским, бахтиарским и курдским. Большинство луров исповедует ислам шиитского толка. Лурский народный танец является этнической культурной характеристикой луров.

## Религия
Луры, как и другие народы в доисламскую эпоху исповедовали зороастризм. Так как в эпоху правления Сасанидов на территории луров попали представители других конфессий (христианства и иудаизма), смешавшись с коренным населением, то некоторые из них приняли новые для себя религии. В 6 и 7 веках по солнечной хиджре некоторые из луров приняли исмаилизм и хуруфизм. В эпоху сефевидского правления большое влияние на жизнь народа оказало движение ахл-е хакк. Именно поэтому захоронения представителей этого движения в большом количестве встречаются там, где проживают луры.
Сегодня большая часть луров является шиитами-двунадесятниками.

## Традиционные занятия
Традиционными занятиями луров были кочевое скотоводство, в меньшей степени — земледелие. Луры были также известны как искусные оружейники. В ряде музеев представлены коллекции «луристанских бронз»: кинжалы, топоры, украшения, выполненные в ирано-кавказском зверином стиле.